# Halmyra aeluropodis
Halmyra aeluropodis är en insektsart som först beskrevs av Alexander Fyodorovich Emeljanov 1964.  Halmyra aeluropodis ingår i släktet Halmyra och familjen sporrstritar. Inga underarter finns listade i Catalogue of Life.